# Ulrike Rodust
Ulrike Rodust, née le 4 juin 1949 à Quakenbrück en Basse-Saxe, est une femme politique allemande, membre du Parti social-démocrate d'Allemagne (SPD).